# Juazeirinho
Juazeirinho é um município brasileiro do estado da Paraíba, localizado na Região Geográfica Imediata de Campina Grande. De acordo com estimativa realizada pelo IBGE (Instituto Brasileiro de Geografia e Estatística) no ano de 2016, sua população é de 18 061 habitantes. Área territorial de 467,523 km². Densidade demográfica 35,88 hab/km² no ano de 2010.
Situa-se a 210 km da capital João Pessoa, a 84 km de Campina Grande, a 93 km de Patos.

## História

### Povoamento
A região onde Juazeirinho está situada, fazia parte das terras dos Oliveira Ledo, que já haviam se fixado no Cariri paraibano, conforme prova os documentos da época.
Ana de Oliveira Ledo, irmã de Teodósio de Oliveira Ledo, foi morar na fazenda “Joazeiro”, no ano de 1753, onde construíra uma enorme casa e comprara muito gado. Hoje, após mais de dois séculos, a fazenda Ana de Oliveira Ledo ainda existe. Preservada pelos moradores, a mesma faz divisa com o município de Soledade.
A Fazenda Joazeiro, serviu de marco inicial para o povoamento do lugar. Aos poucos as terras foram habitadas, devido a sua localização as margens da BR-230.
Inicialmente formou-se um pouso para tropeiros,onde se abrigava os viajantes em suas idas e vindas do sertão à Campina Grande. Com o passar dos anos,foram chegando várias famílias de outras regiões.

### A primeira feira
Nas fazendas da região,prosperava a criação de gado, caprino e ovino, além de ser explorado o cultivo do milho, feijão e algodão.
Assim começou a se falar em comercializar o excedente dessa produção, surgindo portanto, a ideia de uma feira local, visto que a feira de Soledade ficava a quatro léguas de distância, o que dificultava o transporte de mercadorias.
Incorporando-se a esta iniciativa muitos colonos e proprietários fizeram um requerimento ao Coronel Claudino Alves da Nóbrega, que autorizou a feira.
No dia 4 de novembro de 1913, realizou-se a primeira feira que foi um sucesso e prosperou rapidamente. A Vila Joazeiro, já com algumas famílias, passou a ser entreposto de comércio, onde despontavam as transações de gado, algodão e gêneros alimentícios.

### Emancipação
Os esforços no sentido de conseguir sua independência foram intensos, pois os líderes do distrito sempre buscando o crescimento, não pouparam-se a esta causa e por força da lei nº 1.747 de 25 de julho de 1957, conseguiram a sonhada emancipação política, que tornou o distrito de Juazeirinho, livre do domínio de Soledade.

## Geografia
O município está incluído na área geográfica de abrangência do semiárido brasileiro, definida pelo Ministério da Integração Nacional em 2005. Esta delimitação tem como critérios o índice pluviométrico, o índice de aridez e o risco de seca.

### Clima
Dados do Departamento de Ciências Atmosféricas, da Universidade Federal de Campina Grande, mostram que Juazeirinho apresenta um clima com média pluviométrica anual de 510,4 mm e temperatura média anual de 23,1 °C.
| Dados climatológicos para Juazeirinho         | Dados climatológicos para Juazeirinho | Dados climatológicos para Juazeirinho | Dados climatológicos para Juazeirinho | Dados climatológicos para Juazeirinho | Dados climatológicos para Juazeirinho | Dados climatológicos para Juazeirinho | Dados climatológicos para Juazeirinho | Dados climatológicos para Juazeirinho | Dados climatológicos para Juazeirinho | Dados climatológicos para Juazeirinho | Dados climatológicos para Juazeirinho | Dados climatológicos para Juazeirinho | Dados climatológicos para Juazeirinho |
| Mês                                           | Jan                                   | Fev                                   | Mar                                   | Abr                                   | Mai                                   | Jun                                   | Jul                                   | Ago                                   | Set                                   | Out                                   | Nov                                   | Dez                                   | Ano                                   |
| --------------------------------------------- | ------------------------------------- | ------------------------------------- | ------------------------------------- | ------------------------------------- | ------------------------------------- | ------------------------------------- | ------------------------------------- | ------------------------------------- | ------------------------------------- | ------------------------------------- | ------------------------------------- | ------------------------------------- | ------------------------------------- |
| Temperatura máxima média (°C)                 | 31,3                                  | 30,6                                  | 30,0                                  | 29,2                                  | 27,9                                  | 26,8                                  | 26,6                                  | 27,9                                  | 29,4                                  | 31,1                                  | 31,7                                  | 31,8                                  | 29,5                                  |
| Temperatura média (°C)                        | 24,4                                  | 24,1                                  | 23,8                                  | 23,4                                  | 22,7                                  | 21,6                                  | 21,2                                  | 21,5                                  | 22,5                                  | 23,5                                  | 24,1                                  | 24,4                                  | 23,1                                  |
| Temperatura mínima média (°C)                 | 20,0                                  | 20,1                                  | 20,1                                  | 19,8                                  | 19,1                                  | 18,0                                  | 17,0                                  | 17,0                                  | 18,0                                  | 18,8                                  | 19,4                                  | 19,9                                  | 18,9                                  |
| Precipitação (mm)                             | 33,8                                  | 78,0                                  | 115,6                                 | 131,4                                 | 37,5                                  | 19,6                                  | 39,3                                  | 8,6                                   | 2,7                                   | 6,6                                   | 3,8                                   | 20,7                                  | 510,4                                 |
| Fonte: Departamento de Ciências Atmosféricas. |                                       |                                       |                                       |                                       |                                       |                                       |                                       |                                       |                                       |                                       |                                       |                                       |                                       |

## Bairros
- Alto dos Medeiros
- Arnaldo Lafayete
- Bela Vista
- Conjunto Governador Burity
- Centro
- Conjunto Pitutão
- Frei Damião
- Inácia Emidia Diniz (Piabão)
- Pedro Pascoal
- Chico Soares
- Salgado
- Novo Horizonte
- Sítio alto grande localizado perto da entrada do Mendonça e Fidélis
- Sítio Escurinha

## Distritos
- Distrito Barra
- Ipueiras

## Operadoras de Celular
- Claro (3G e GSM)
- Tim (4G, 3G e GSM)
- Vivo (4G, 3G e GSM)

## Canais de TV
- TV Tambaú (SBT)

## Escolas na Zona Urbana
- Escola Estadual de Ensino Fundamental Luiz Gonzaga Burity.
- Escola Cidadã Integral Técnica Deputado Genival Matias.
- Escola Estadual de Ensino Fundamental Deputado Pedro Pascoal de Oliveira.
- Escola Municipal de Ensino Fundamental Severino Marinheiro.
- Escola Municipal de Ensino Fundamental Frei Damião.
- Escola Municipal de Ensino Fundamental Joaquim Medeiros.
- Escola Municipal de Ensino Fundamental Casa da Criança.
- Escola Municipal de Ensino Fundamental José Peixe.

## Economia
A economia do município assenta-se basicamente, na agricultura de subsistência, pecuária, a extração de minério constitui uma fonte de renda considerável, e o comércio em geral demonstra uma capacidade de crescimento, culminando com a visão da realização da I Feira em 1913.
O ramal de Campina Grande é um ramal ferroviária que tinha em Juazeirinho uma de suas estações, a Estação Ferroviária de Juazeirinho.

## Eleições diretas
As primeiras eleições do novo município aconteceram no ano de 1958 e o prefeito eleito foi Severino Pascoal de Oliveira.